# Lou Jeanmonnot
Lou Jeanmonnot Laurent (Pontarlier, 28 ottobre 1998) è una biatleta francese.

## Biografia
Jeanmonnot ha vinto due medaglie d'oro ai Mondiali juniores, entrambe in staffetta, a Otepää 2018 e Osrblie 2019; in Coppa del Mondo ha esordito il 6 marzo 2021 a Nové Město na Moravě in sprint (30ª) e ha ottenuto la prima vittoria, nonché primo podio, l'11 dicembre 2022 a Hochfilzen in staffetta. Il 12 gennaio 2023 a Ruhpolding ha conquistato il primo podio individuale in Coppa del Mondo (2ª nell'individuale) e ai successivi Mondiali di Oberhof 2023, sua prima presenza iridata, si è classificata 26ª nella sprint, 6ª nell'inseguimento, 15ª nella partenza in linea, 7ª nell'individuale, 4ª nella staffetta e 5ª nella staffetta mista individuale. Ai Mondiali di Nové Město na Moravě 2024 ha vinto la medaglia d'oro nella staffetta e nella staffetta mista individuale, il bronzo nella sprint e nella partenza in linea e si è piazzata 7ª nell'inseguimento e 6ª nell'individuale; in quella stessa stagione 2023-2024 ha vinto la Coppa del Mondo di partenza in linea. Ai Mondiali di Lenzerheide 2025 ha vinto la medaglia d'oro nella staffetta e nella staffetta mista, quella di bronzo nell'individuale ed è stata 6ª nella sprint, 4ª nell'inseguimento e 6ª nella partenza in linea. Al termine della stagione 2024-2025 ha vinto la Coppa del Mondo di individuale e quella di inseguimento. Non ha preso parte a rassegne olimpiche.

## Palmarès

### Mondiali
- 7 medaglie:
  - 4 ori (staffetta, staffetta mista individuale a Nové Město na Moravě 2024; staffetta, staffetta mista a Lenzerheide 2025)
  - 3 bronzi (sprint, partenza in linea a Nové Město na Moravě 2024; individuale a Lenzerheide 2025)

### Mondiali juniores
- 2 medaglie:
  - 2 ori (staffetta a Otepää 2018; staffetta a Brezno-Osrblie 2019)

### Mondiali giovanili
- 2 medaglie:
  - 1 oro (individuale a Brezno-Osrblie 2017)
  - 1 argento (inseguimento a  Brezno-Osrblie 2017)

### Europei
- 2 medaglie:
  - 1 argento (staffetta mista individuale a Arber 2022)
  - 1 bronzo (staffetta mista individuale a Minsk-Raubyči 2019)

### Coppa del Mondo
- Miglior piazzamento in classifica generale: 2ª nel 2024 e nel 2025
- Vincitrice della Coppa del Mondo di partenza in linea nel 2024
- Vincitrice della Coppa del Mondo di individuale nel 2025
- Vincitrice della Coppa del Mondo di inseguimento nel 2025
- 37 podi (22 individuali, 15 a squadre):
  - 19 vittorie (12 individuali, 7 a squadre)
  - 12 secondi posti (6 individuali, 6 a squadre)
  - 6 terzi posti (4 individuali, 2 a squadre)

#### Coppa del Mondo - vittorie
| Data             | Località             | Nazione     | Spec.                                                                |
| ---------------- | -------------------- | ----------- | -------------------------------------------------------------------- |
| 11 dicembre 2022 | Hochfilzen           | Austria     | RL (con Anaïs Chevalier, Chloé Chevalier e Julia Simon)              |
| 22 gennaio 2023  | Anterselva           | Italia      | RL (con Anaïs Chevalier, Chloé Chevalier e Julia Simon)              |
| 5 marzo 2023     | Nové Město na Moravě | Rep. Ceca   | MX (con Caroline Colombo, Éric Perrot e Fabien Claude)               |
| 25 novembre 2023 | Östersund            | Svezia      | MX (con Quentin Fillon Maillet, Émilien Jacquelin e Justine Braisaz) |
| 1º dicembre 2023 | Östersund            | Svezia      | SP                                                                   |
| 3 dicembre 2023  | Östersund            | Svezia      | PU                                                                   |
| 7 gennaio 2024   | Oberhof              | Germania    | RL (con Justine Braisaz, Sophie Chauveau e Julia Simon)              |
| 10 gennaio 2024  | Ruhpolding           | Germania    | RL (con Jeanne Richard, Sophie Chauveau e Julia Simon)               |
| 10 marzo 2024    | Soldier Hollow       | Stati Uniti | PU                                                                   |
| 17 marzo 2024    | Canmore              | Canada      | MS                                                                   |
| 4 dicembre 2024  | Kontiolahti          | Finlandia   | IN                                                                   |
| 14 dicembre 2024 | Hochfilzen           | Austria     | PU                                                                   |
| 11 gennaio 2025  | Oberhof              | Germania    | PU                                                                   |
| 16 gennaio 2025  | Ruhpolding           | Germania    | IN                                                                   |
| 23 gennaio 2025  | Anterselva           | Italia      | SP                                                                   |
| 25 gennaio 2025  | Anterselva           | Italia      | PU                                                                   |
| 9 marzo 2025     | Nové Město na Moravě | Rep. Ceca   | RL (con Océane Michelon, Justine Braisaz e Julia Simon)              |
| 15 marzo 2025    | Pokljuka             | Slovenia    | MS                                                                   |
| 22 marzo 2025    | Oslo Holmenkollen    | Norvegia    | PU                                                                   |

Legenda:

SP = sprint

PU = inseguimento

MS = partenza in linea

IN = individuale

RL = staffetta

MX = staffetta mista